# 6. Revisionssenat des Bundesverwaltungsgerichts
Der 6. Revisionssenat ist ein Spruchkörper des Bundesverwaltungsgerichts. Er ist einer von elf Revisionssenaten, die beim Bundesverwaltungsgericht gebildet wurden.

## Zuständigkeit
Der Senat ist im Geschäftsjahr 2024 zuständig für Sachen aus den Gebieten
1. des Wehrpflichtrechts und des Zivildienstrechts, soweit es um die Heranziehung zum und die Entlassung aus dem Dienstverhältnis geht, einschließlich des Rechts der Unterhaltssicherung und des Arbeitsplatzschutzes,
2. des Rechts der Kriegsdienstverweigerung,
3. des Schul-, Hochschul- und Wissenschaftsrechts,
4. des Prüfungsrechts, abgesehen von Laufbahnprüfungen für Beamte, aber einschließlich der ersten und zweiten juristischen Staatsprüfung,
5. des Namensrechts,
6. des Jugendmedienschutzrechts,
7. des Rundfunkrechts einschließlich des Rechts der Rundfunkanstalten, des Filmrechts einschließlich des Filmförderungsrechts, des Rechts der neuen Medien, soweit nicht der 10. Revisionssenat zuständig ist (vgl. dort Nr. 2),
8. des Postrechts und des Telekommunikationsrechts,
9. des Eisenbahnrechts, soweit am Verfahren die Bundesnetzagentur beteiligt ist oder die beteiligte Bundesrepublik Deutschland durch die Bundesnetzagentur vertreten wird
10. des Versammlungsrecht,
11. des Polizei- und Ordnungsrechts mit Ausnahme der mit den Rechtsgebieten anderer Senate zusammenhängenden ordnungsrechtlichen Streitigkeiten,
12. des Rechts der Verfassungsschutzbehörden und Nachrichtendienste, einschließlich der gegen diese Behörden gerichteten oder ihre Akten betreffenden Informations-, Auskunfts- und Einsichtsansprüche, soweit nicht dem 2. oder 5. Revisionssenat zugewiesen,
13. des Waffenrechts,
14. des Wahlrechts – mit Ausnahme des Kommunalwahlrechts (8. Revisionssenat Nr. 10) – und des Rechts der politischen Parteien,
15. des Parlamentsrechts,
16. des Staatskirchenrechts einschließlich der Streitigkeiten nach den landesrechtlichen Sonn- und Feiertagsgesetzen,
17. des allgemeinen Datenschutzrechts,
18. des Vereinsrechts.

## Besetzung
Der Senat ist mit folgenden fünf Berufsrichtern besetzt:
- Vorsitzender: Ingo Kraft
- Stellvertretender Vorsitzender: Knut Möller
- Beisitzer: Carsten Hahn, Elisabeth Steiner, Stephanie Gamp

## Vorsitzende
| Nr. | Name (Lebensdaten)             | Beginn der Amtszeit | Ende der Amtszeit |
| --- | ------------------------------ | ------------------- | ----------------- |
| 1   | Walther Fürst (1912–2009)      | 31. Oktober 1956    | 29. Februar 1980  |
| 2   | Hans Joachim Becker (* 1917)   | 10. März 1980       | 30. November 1983 |
| 3   | Horst Gützkow (1920–2007)      | Dezember 1983       | 31. Januar 1987   |
| 4   | Charlotte Eckstein (1926–2001) | 3. Februar 1987     | 31. Januar 1991   |
| 5   | Norbert Niehues (1935–2017)    | 1. Februar 1991     | 31. August 2000   |
| 6   | Franz Bardenhewer (* 1945)     | 19. September 2000  | 30. April 2010    |
| 7   | Werner Neumann (* 1953)        | 12. Mai 2010        | 30. April 2016    |
| 8   | Ingo Kraft (* 1961)            | 23. Mai 2016        |                   |